# مالواجرد
مالواجرد هي قرية في مقاطعة أصفهان، إيران. يقدر عدد سكانها بـ 907 نسمة بحسب إحصاء 2016.